# Bandera de Guna Yala
La bandera de Guna Yala (en guna: Gunasuenamor 'bandera guna' ) es el emblema usado en la comarca indígena de Guna Yala, al noreste de Panamá; no obstante, esta bandera también representa a la etnia guna en general, que habitan además en las comarcas de Madugandí y Wargandí, y en otros lugares del país.
En ese momento, la bandera quedó así, en la parte superior una franja roja, en el medio una franja amarilla y en la parte inferior una franja verde.

## Significado de los colores
- La roja simboliza, la sangre derramada de nuestro pueblo desde la constitución del mundo hasta nuestros días.

- La franja amarilla representa el valor de la riqueza de nuestro pueblo.

- La franja verde simboliza los bosques vírgenes de nuestra Madre Tierra.

- En el medio, sobre el color amarillo empuñado los dos brazos, uno que simboliza el brazo de Simral Colman, empuñando y lanzando la flecha, la cual simboliza el espíritu de Ologinyaliler, mientras el otro brazo de otro dirigente que tomará mi lugar después de mi muerte, para dirigir el destino de la nación guna, levantará empuñando el arco de la alianza y apoyo a mis nobles ideales.  El arco al igual que la flecha simbolizan el espíritu de Oloniginyaliler.

- Y alrededor de dos brazos, aparecen las ochos estrellas que simbolizan los ocho hermanos guerreros de Ibeler, y abajo una estrella representa el ultraje a nuestra hermana sacrificada por causa de nuestro pueblo.

## Historia
El origen de la bandera se remonta a 1925, cuando ocurrió la Revolución guna y en la que desencadenó la separación de los territorios controlados por la etnia guna de Panamá, y que se conformaría bajo la República de Tule, que tuvo una corta duración, del 12 de febrero al 4 de marzo del mismo año.
La bandera que se confeccionó para ese momento era muy similar a la bandera de España, con tres franjas, la franja superior e inferior eran de color rojo y la central de mayor tamaño, con el color amarillo; en la franja amarilla se incluía una esvástica levógira, que representa a un símbolo ancestral de los gunas.
Posteriormente en 1942 se modifica la bandera agregando un anillo de color rojo que se entrelazaba con la esvástica, este anillo representaba al ornamento que usaban las mujeres gunas en la nariz. Este cambio se hizo porque en esa época la bandera fue asociada con la bandera nazi, y que la nueva adición demostraba que los alemanes no usaban anillos en sus narices. Después la bandera fue modificada en su forma actual, las franjas rojas fueron cambiadas a un color naranja oscuro y el anillo desapareció.

## Evolución histórica

Primera bandera de Guna Yala, proporción: 2:3.
Bandera de Guna Yala en 1942.
Bandera adoptada por el Congreso Nacional Guna en 2010 para representar el territorio de Guna Yala[2] en todos los ámbitos comarcales, nacionales e internacionales.